# 腺叶鳝藤
腺叶鳝藤（学名：Anodendron punctatum）为夹竹桃科鳝藤属的植物。分布于中国大陆的四川、海南、广西等地，一般生于山地密林中，目前尚未由人工引种栽培。